# Case Tomi
 (avril 2011).
La case Tomi est un type de case créole de l'île de La Réunion, département d'outre-mer français du sud-ouest de l'océan Indien. Il s'est diffusé à partir des années 1960 en remplacement de l'habitat précaire qui demeurait majoritaire au lendemain de la départementalisation de l'île.
La case Tomi a pris le nom de l'entrepreneur qui en a imaginé le concept, et non celui de l'architecte qui l'a dessinée.sa

## Histoire
Entre 1961 et 1967, l'architecte Louis Dubreuil établit les plans de différents modèles de maison types, faites de bois et de parpaing. Le principe consiste à construire avec des modules de bois une maison que l’habitant peut agrandir et modifier à sa guise. Grâce à l'industrialisation des procédés de fabrication par Maurice Tomi, ces habitations sont rapidement disponibles : l'entreprise Tomi est capable d'usiner la structure de quatre à cinq maisons par jour ouvrable et devient dans les années 1960-1970 l'entreprise de construction la plus importante de La Réunion.
Les constructions en dur restant inaccessibles aux familles les plus modestes en raison de leur coût, l'instauration par le crédit Agricole de prêts sur le long terme rend ces maisons accessibles aux familles les plus modestes malheureusement, surtout celles des milieux ruraux.

## Différents types
Le premier type est la "case 61". De plan carré, elle est surmontée d'une toiture à quatre pans de forme conique, rappelant les toitures des manèges en bois, d'où son surnom de "case carrousel". Le prototype de cette maison est monté sur une grande propriété sucrière de Sainte-Marie le 15 août 1961. L'intérieur est divisé en quatre pièces : un salon, une salle à manger et deux chambres. À l'arrière, une petite construction regroupe cuisine et salle de bains.
La case Tomi type 61 se déclina en case 62 (mixte), case 63 (en dur), case 64 (ossature bois bardage tôle fine toiture 2 pans).
À partir des années 1970, c'est le système EXN, inventé par le designer et architecte Fabien Vienne, et produit par les usines Bourbon Bois, qui va permettre la suite du développement des cases TOMI. 

## Sources
- Case Tomi, case Carrousel, maison créole de La Réunion.
- Le site consacré au designer et architecte Fabien Vienne